# پوونگاو-برامورا
پوونگاو-برامورا (به لهستانی:  Płoniawy-Bramura) یک روستا در لهستان است که در گمینا پوونگاو-برامورا واقع شده‌است.